# Coloradopartij (Uruguay)
De Coloradopartij (Rode Partij) (Spaans: Partido Colorado) is een centristische politieke partij in Uruguay.
De Coloradopartij is traditioneel de organisatie van de stedelijke belangengroepen. 
De landeigenaren kiezen doorgaans de Nationale Partij. 

## Geschiedenis
José Batlle y Ordóñez was de eerste van een dynastie, die de Coloradopartij tot in de 21e eeuw (Jorge Batlle Ibáñez) veranderde in een moderne en seculiere staat. Ze zorgde voor welvaart en goede sociale wetgeving, en creëerde zo het "Zwitserland van Latijns-Amerika.
Nadat een andere Coloradopresident, Juan Maria Bordaberry, in zijn strijd tegen de Tupamaros het parlement had ontbonden en een dictatuur had gevestigd, was het Julio María Sanguinetti die namens Colorado in 1985 de democratie herstelde.
Tegenwoordig (2021) is de partij lid van de oppositie in het congres van Uruguay, al heeft ze in de tweede ronde van de presidentsverkiezingen de Nationale Partij gesteund tegen het linkse Frente Amplio.